# Bactérias oxidantes de hidrogênio
Bactérias oxidantes de hidrogênio são um grupo de microrganismos que podem usar hidrogênio como doador de elétrons. Muitas delas são autótrofos facultativos mas algumas podem ser exclusivamente heterotróficas. Elas podem ser divididos em aeróbios e anaeróbios. As aeróbias utilizam hidrogênio como doador de elétrons e oxigênio como aceptor final, enquanto as anaeróbias utilizam compostos como sulfato ou nitrato como  aceptores de elétrons. Espécies de ambos os tipos foram isoladas de uma variedade de ambientes, incluindo águas doces, sedimentos, solos, lodo ativado, fontes termais, fontes hidrotermais e água percolada.
Estas bactérias são capazes de explorar as propriedades especiais do hidrogênio molecular (por exemplo, potencial redox e coeficiente de difusão) graças à presença de hidrogenases. As bactérias aeróbicas oxidantes de hidrogênio são autótrofas facultativas, mas também podem ter crescimento mixotrófico ou completamente heterotrófico. A maioria deles apresenta maior crescimento em substratos orgânicos. A utilização do hidrogênio como doador de elétrons aliada à capacidade de sintetizar matéria orgânica, através da assimilação redutiva de CO2, caracterizam as bactérias oxidantes de hidrogênio.
Entre os gêneros mais representados desses organismos estão Caminibacter, Aquifex, Ralstonia e Paracoccus.